# Félix Guattari

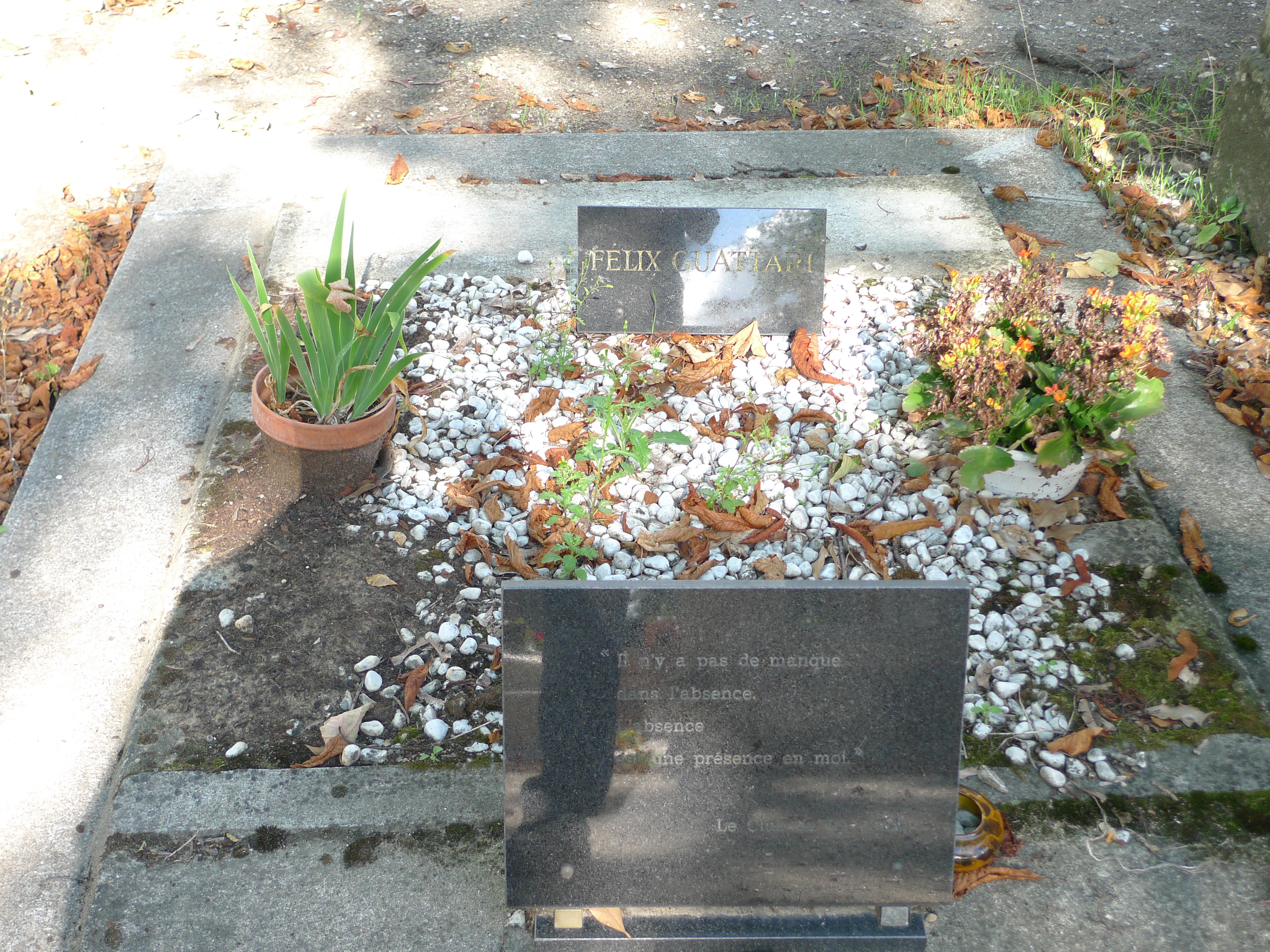
Tomba de Guattari al Cementiri del Père-Lachaise a París

Félix Guattari (30 d'abril de 1930 – 29 d'agost de 1992) va ser un intel·lectual francès implicat en els camps de la psicoteràpia, la filosofia i la semiòtica. És conegut per ser el fundador de l'esquizoanàlisi i l'ecosofia, així com per les seves col·laboracions intel·lectuals amb Gilles Deleuze, notablement en l'obra Capitalisme i Esquizofrènia, formada pels volums Anti-Èdip (1972) i Mil Altiplans (1980).

## Biografia

### La Borde
Guattari va néixer a Villeneuve-les-Sablons, un barri de classe obrera del nord-oest de París. A la dècada del 1950 va iniciar els seus estudis de psicoanàlisi amb Jacques Lacan, qui també el va analitzar. Després dels seus estudis, i fins a la seva mort produïda per un atac de cor el 1992, va treballar a l'hospital psiquiàtric experimental de La Borde, dirigida per un altre alumne de Lacan, el psiquiatre Jean Oury. La Borde era un centre on els estudiants de filosofia, psicologia, etnologia i treball social es reunien.
Una de les novetats en l'orientació de La Borde consistia en la suspensió de la relació analista/analitzat a favor de confrontació oberta en teràpia de grup. En contrast a l'estil d'anàlisi individualista de l'escola de Sigmund Freud, aquesta pràctica estudiava la dinàmica de diversos individus a la vegada interaccionant de forma complexa: aquesta pràctica dugué a Guattari a explorar camps més amplis de la filosofia i adoptar una militància política insertada en un ampli context de terrenys intel·lectuals i culturals.

### Dècades del 1960 i el 1970
De 1955 a 1965 Guattari va ser un dels editors i redactors de La Voie Communista ("La Via Comunista"), un diari de tendència trotskista. Va participar en la lluita anticolonialista i amb els autonomistes italians. També fou membre del GTPSI, que reunien un bon nombre de psiquiatres al començament dels anys seixanta i va crear l'Associació de Psicoteràpia Institucional l'any 1965. Fou en aquella època que va fundar, juntament amb altres militants, la FGERI o Federació de Grups per a l'Estudi i Recercal Internacionals, que publicava la revista Recherche, on es tractaven temes de filosofia, matemàtiques, psicoanàlisi, educació, arquitectura, etnologia, etc. El FGERI va començar a prendre part en lluites polítiques en les quals Guattari estava involucrat: el Grup dels Joves Hispànics, les Amistats Franco-Xineses (a l'època de les comunes populars), les activitats d'oposició a les guerres d'Algèria i de Vietnam, la participació en el MNEF amb la UNEF, la política del departament d'ajuda acadèmica a la psicologia (BAPU), l'organització dels Grups de Treball Universitaris, però també a les reorganitzatcions dels grups de pràctiques amb el CEMEA i la formació del Centre d'Ensenyament de Mètodes d'Educació Activa per a infermers psiquiàtrics, així com la formació de les Amicals d'Infermers. També dirigí estudis d'arquitectura i projectes de construcció d'un hospital de dia per a estudiants i treballadors joves.
El 1967 és nomenat com un dels fundadors de l'Organització de Solidaritat i Ajuda a la Revolució Llatinoamericana (OSARLA). El 1968 Guattari coneix a Daniel Cohn-Bendit, Jean-Jacques Lebel i Julian Beck. Comença a involucrar-se amb el maig francès a partir del Moviment del 22 de Març. A finals de 1968 Guattari coneix al filòsof Gilles Deleuze a la Universitat de Vincennes i comença a escriure les bases de l'obra Anti-Èdip, anomenada per Michel Foucault "introducció a la vida no-feixista" en el preàmbul de l'obra. El 1970 crea el CERFI, Centre per a l'Estudi i la Rercerca de la Formació Institucional, que desenvolupava el mètode del diari Recherches. El 1973 Guattari va haver d'anar a judici, on rebé una multa per "ultratge a la decència pública" per publicar un número centrat en l'homosexualitat. El 1977 fundà el centre CINEL per tenir "nous espais de llibertat", i s'uní durant la dècada del 1980 al moviment ecologista amb la seva "ecosofia".

### Dècades del 1980 i del 1990
En la seva darrera obra, Caosmosi (1992), Guattari retornà a la qüestió de la subjectivitat. "Com produir-la, recollir-la, enriquir-la, reinventar-la permanentment per tal de fer-la compatible amb els universos mutants del valor?" Aquesta preocupació apareix en la totalitat de la seva obra, des de Psicoanàlisi i Transversalitat (col·lecció d'articles de 1957 a 1972) fins a Anys d'Hivern (1980-1986) i Cartografies Esquizoanalítiques (1989), o la seva col·laboració amb Deleuze titulada Què és la Filosofia? (1991). A Caosmosi, Guattari proposa una anàlisi de la subjectivitat en terme de quatre dimensions:
1. fluxos materials, energètics i semiòtics
2. fílums maquinals concrets i abstractes
3. universos de valor virtuals
4. territoris existencials finits

Aquest esquema intenta representar l'heterogeneïtat de components involucrats en la producció de subjectivitat tal com Guattari la comprèn, incloent-hi tant components semiòtics com "dimensions semiològicament a-significants, que funciona “en paral·lel o independement de" qualsevol altra funció significativa que puguin tenir.
El 1995, el llibre pòstum Caosofia recopilava assaigs i entrevistes que tracten el treball de Guattari coma director de La Borde i les seves col·laboracions amb Deleuze. Es tracta d'una introducció a les teories d'esquizoanàlisi de Guattari, basada a priori en la psicoanàlisi però més experimental, pragmàtica i arrelada en la realitat i en un funcionament col·lectiu.
El 1996 aparegué un altre volum d'assaigs, entrevistes i conferències de Guattari, que cerca el desenvolupament del seu pensament i la seva activitat durant la dècada del 1980, "els anys d'hivern". Les seves anàlisis d'art, cinema, cultura juvenil, econòmica i formacions de poder desenvolupen conceptes com "micropolítica" o "esquizoanàlisi", centrats en l'alliberament de la subjectivitat i l'obertura de nous horitzons per a la resistència política i creativa als processos d'estandardització i homogeneïtzació del capitalisme global ("capitalisme mundial integrat" a "l'era postmedia".

## Obra
- Psychanalyse et transversalité, Maspéro, París, 1974 (reedició: La Découverte, París, 2003) 
  - La révolution moléculaire, Éditions Recherches, París, 1977
  - La révolution moléculaire, UGE (10/18), París, 1980
  - L'inconscient machinique. Essais de schizo-analyse, Éditions Recherches, París, 1979, rééd. 2010 (conté un assaig sobre Proust, «Les ritournelles du temps perdu»)
  - Les années d'hiver : 1980-1985, Bernard Barrault, París, 1985 (reedició: Les Prairies ordinaires, París, 2009)
  - Cartographies schizoanalytiques, Galilée, París, 1989 (apèndix sobre Genet, Witkiewicz, Balthus, etc.)
  - Les trois écologies, Galilée, París 1989
  - Chaosmose, Galilée, París, 1992
- Publications pòstumes
  - Ritournelle(s), Éditions de la Pince à Linge, París, 2000
  - Ritournelles, version intégrale sur Livropolis.com, Editions Lume
  - La philosophie est essentielle à l'existence humaine, entretien avec Antoine Spire, L'Aube, La Tour-d'Aigues, 2002
  - Écrits pour L'Anti-Œdipe, textes agencés par Stéphane Nadaud, Lignes/Manifeste, París, 2004
  - 65 rêves de Kafka, prefaci de Stéphane Nadaud, Nouvelles éditions Lignes, París, 2007
  - Lignes de fuite. Pour un autre monde de possibles, rédigé en 1979-1980, prefaci de Liane Mozère, Éditions de l'Aube, coll. «Monde en cours», 2011
  - De Leros à La Borde, precedit per Journal de Leros (1989), presentació de Marie Depussé, post-scriptum de Jean Oury, Éditions Lignes, París, 2012
- Col·laboracions amb Gilles Deleuze 
  - L'Anti-Œdipe : capitalisme et schizophrénie, Minuit, París, 1972
  - Rhizome, Minuit, París, 1976 (repris dans Mille Plateaux)
  - Kafka, pour une littérature mineure, Minuit, París, 1975
  - Mille Plateaux : capitalisme et schizophrénie, Minuit, París, 1980
  - Qu'est-ce que la philosophie ? Minuit, París, 1991
- Col·laboracions amb Toni Negri
  - Les nouveaux espaces de liberté, Dominique Bedou, París, 1985 (réédition Lignes, París, 2010, avec la «Postface» à l'édition américaine de 1990 de Toni Negri)
- Amb Jean Oury i François Tosquelles
  - Pratique de l'institutionnel et politique (entretiens), Matrice, París, 1985
- Col·laboracions amb Suely Rolnik
  - Micropolitiques, Les Empêcheurs de penser en rond, París, 2007 (edició original brasilera, 1986)

## Obres citades
- Guattari, Félix. 1989. The Three Ecologies. Trad. Ian Pindar i Paul Sutton. Londres i Nova York: Continuum, 2000. Versió en anglès de Les trois écologies. París: Editions Galilée. ISBN 1847063055.
- 1992. Chaosmosis: An Ethico-Aesthetic Paradigm. Trad. Paul Bains i Julian Pefanis. Bloomington i Indianapolis: Indiana UP, 1995. Versió en anglès de Chaosmose. Paris: Editions Galilee. ISBN 0909952256.